# هیو ماسکلا
هیو ماسِکِلا (انگلیسی: Hugh Masekela; ۴ آوریل ۱۹۳۹ – ۲۳ ژانویهٔ ۲۰۱۸) آهنگ‌ساز، ترومپت‌نواز، فلوگل‌هورن‌نواز، کورنت‌نواز و خوانندهٔ جاز اهل آفریقای جنوبی بود که بین سال‌های ۱۹۵۶ تا ۲۰۱۸ میلادی فعالیت می‌کرد و به خاطر آثار ضدآپارتایدش شهرت دارد. او را پدر موسیقی جاز آفریقای جنوبی لقب داده‌اند.